# Islandora
Islandora es un sistema de repositorio digital de código abierto basado en Fedora Commons , Drupal y una gran cantidad de aplicaciones adicionales. Es un software de código abierto (publicado bajo la Licencia Pública General de GNU ) y fue desarrollado en la Universidad de la Isla del Príncipe Eduardo por la Biblioteca Robertson.
Islandora se puede usar para crear grandes colecciones de recursos digitales de cualquier tipo que puedan buscarse y es independiente del dominio en términos del tipo de contenido que puede administrar. Tiene una arquitectura altamente modular con una serie de características clave.

## Introducción
Islandora es un marco de software de código abierto diseñado para ayudar a las instituciones, las organizaciones y sus audiencias a gestionar de forma colaborativa, y descubrir activos digitales utilizando un marco de mejores prácticas. Islandora fue desarrollada originalmente por la Biblioteca Robertson de la Universidad de la Isla del Príncipe Eduardo en 2006. Islandora ahora es implementado y contribuido por una comunidad internacional en constante crecimiento.
Construido sobre una base de Drupal, Fedora y Solr, Islandora lanza paquetes de soluciones que permiten a los usuarios trabajar con tipos de datos (como imágenes, video y pdf) y dominios de conocimiento (como Química y Humanidades Digitales). Los paquetes de soluciones también suelen ofrecer integración con visores, editores y aplicaciones de procesamiento de datos adicionales.
Islandora aprovecha tanto la experiencia de los desarrolladores de PHP / Java / Python, bibliotecarios y otros profesionales de la información. Islandora se compromete a utilizar estándares abiertos para la descripción y el acceso a los datos, así como altos estándares para la administración de datos y la seguridad en el tiempo. Islandora hace posible crear, editar, descubrir, ver y administrar activos digitales. El sistema se esfuerza por lograr un equilibrio entre la extensibilidad y la usabilidad, al proporcionar soporte inmediato para las colecciones, al tiempo que mantiene una arquitectura que se presta a la personalización de otros software y flujos de trabajo. El corazón del modelo de mayordomía de datos de Islandora es Fedora: Cuando alguien es un usuario de Fedora, aún puede acceder y manipular objetos en Fedora subyacente de Islandora como lo haría en cualquier instalación de Fedora: personalizando a Islandora .
Islandora aborda las siguientes necesidades:
- Mayordomía: Islandora surge de la conciencia de la digitalización masiva de datos y la creación de materiales nacidos digitales que requieren una administración a largo plazo y las dificultades actuales inherentes a proporcionar esta administración. A medida que el software continúa creciendo y evolucionando, Islandora almacena importantes activos de datos de forma segura y de una manera que preserva el acceso y la comprensión de los activos digitales.
- Colaboración: cada vez más, el conocimiento se crea y se mantiene en línea a través de comunidades activas de colaboradores que colaboran en la creación, edición, revisión y catalogación de activos de información. Islandora surge de la necesidad de herramientas que faciliten la colaboración y la información que rodea a la comunidad en la era digital.
- Acceso: Si bien la producción de información ha aumentado y continúa aumentando exponencialmente, esta información a menudo es difícil de acceder porque no está catalogada y almacenada de manera que se optimice la recuperación. Por esa razón, Islandora se compromete a establecer estándares abiertos para compartir y transferir información. Además, Islandora intenta aumentar la agencia de especialistas en información, investigadores y bibliotecarios, mediante la creación de herramientas que permiten una mejor gestión de datos y creación de conocimiento. Finalmente, Islandora se compromete con la seguridad configurable para los activos de datos, lo que permite un control granular del acceso a los datos.
- Flexibilidad: a diferencia de las soluciones de software cerradas o patentadas, el código de Islandora es transparente: la premisa del sistema es que las instituciones tendrán diferentes razones para usar Islandora, y que sus datos y flujos de trabajo serán diferentes. Por esa razón, Islandora está diseñado para ser modificado y ampliado. Para obtener más información sobre el desarrollo de Islandora, consulte el capítulo sobre la Comunidad Islandora (Desarrollo de Islandora) .

El lanzamiento actual de Islandora es 7.x-1.8 para Drupal 7. Existe una extensa documentación para el proyecto Islandora, que incluye un canal de video de YouTube. Hay aproximadamente 2 lanzamientos principales de Islandora cada año. El código fuente de Islandora está disponible para su descarga desde la organización de Github y como una imagen de máquina virtual . Los eventos anuales de Islandora incluyen el Red Island Repository Institute y el Islandora Camp Archivado el 22 de diciembre de 2017 en Wayback Machine..

## Características principales
Las principales características de Islandora son las siguientes:
- Soporte para cualquier tipo de archivo (a través del sistema de repositorio de Fedora)
- Soporte multi-idioma y funcionalidad a través de Drupal[3]
- Un marco modular de Solution Pack para definir modelos de datos específicos y comportamientos asociados, incluidos los paquetes de soluciones estándar para audio, PDF, imágenes, contenido paginado, videos y archivos web
- Soporte para cualquier estándar de metadatos XML, incluidos esquemas únicos
- Un módulo formbuilder que permite la creación de un formulario de entrada / edición de datos para cualquier esquema XML
- Soporte para ontologías semánticas y la creación de relaciones entre objetos
- Una búsqueda facetada flexible dirigida por Apache Solr
- Flujos de trabajo basados en micro servicios para automatizar la transformación de activos
- Flujos de trabajo editoriales para aprobar presentaciones en el repositorio

## Tecnologías de Islandora
Las tecnologías centrales de Islandora son el software de repositorio FedoraCommons, Drupal y Solr . El FedoraCommons Repository Software se presta a la administración de datos a través de un marco de modelado de relación y contenido exclusivo que preserva la integridad de las colecciones y puede modificarse para administrar cualquier activo digital. Esto significa que las colecciones de Fedora son excepcionalmente persistentes, sin importar qué software nuevo acecha a la vuelta de la esquina. En el sistema Islandora, Drupal actúa como una capa de interacción sobre Fedora, lo que permite a los usuarios descubrir, ver y administrar los objetos de Fedora. Drupal es un sistema muy popular basado en módulos que entiende a Islandora como un conjunto de módulos. A través de Drupal, los usuarios de Islandora pueden crear contenido en conjunto y usar las redes sociales para enriquecer el contenido de Fedora.
Solr representa una tercera aplicación emergente e importante utilizada en Islandora, que permite realizar búsquedas rápidas en la base de datos de Fedora, incluida la búsqueda de texto completo de los documentos adjuntos. Solr también permite que los resultados se refinen, utilizando técnicas de facetado para involucrar a los usuarios en un proceso de descubrimiento y exploración.

## Metadatos en Islandora
Muchos estándares de metadatos específicos de la comunidad y específicos de la disciplina han evolucionado para cumplir con el desafío de respaldar el descubrimiento y la administración de datos, así como también capturar la información y comunicarla a los usuarios. Islandora por defecto tiende a usar MODS y los flujos de datos DC provistos de forma nativa por FedoraCommons para metadatos descriptivos, PREMIS para metadatos de preservación (aprovechando el flujo de datos AUDIT de FedoraCommons), MARCXML para algunos ingestas, etc. Sin embargo, Islandora admite cualquier estándar de metadatos basado en XML o acercarse y aprovechar xsl para el cruce de peatones y la indexación de metadatos.

### Lenguaje de marcado extensible (XML) y metadatos descriptivos
A medida que la proliferación de estándares de metadatos descriptivos continúa creando problemas de interoperabilidad y compatibilidad, XML y las herramientas que lo acompañan se consideran cada vez más como clave para automatizar y traducir metadatos. Los beneficios son ampliamente reconocidos como un esfuerzo reducido, una mayor consistencia de los metadatos y una mayor precisión de los metadatos.
- Un documento representativo define los elementos XML permitidos en un esquema dado; este documento representativo tiene una extensión de archivo .xsd.
- Un documento de mapeo define cómo traducir elementos XML entre esquemas; este documento tiene una extensión .xsl o .xslt.

### Flujos de datos de metadatos en Islandora
Cuando se crea un objeto en Islandora, se genera automáticamente un flujo de datos que contiene los metadatos Dublin Core XML y se le asigna "DC" como su DSID. Lo más probable es que desee un flujo de datos separado que contenga metadatos de un esquema de metadatos más completo. Por este motivo, los Paquetes de soluciones de Islandora suelen proporcionar uno o más formularios MODS (y ocasionalmente otros formularios) para almacenar metadatos descriptivos más complejos. Por lo general, los desarrolladores de los paquetes de soluciones de Islandora definirán los DSID apropiados para el estándar de metadatos que se utiliza. Por ejemplo, los paquetes de soluciones de Islandora suelen almacenar metadatos MODS en un flujo de datos con el DSID "MODS".
Un usuario que ingiere un nuevo objeto se presenta con la forma de metadatos adecuada para esa colección. Las asociaciones entre formularios y modelos de contenido pueden ser modificadas o eliminadas por los usuarios de Islandora tal como se describe en la sección Formularios XML de esta documentación. Un modelo de contenido de Islandora se puede asociar con una serie de formularios para satisfacer las necesidades de diferentes colecciones. Para utilizar completamente el generador de formularios, los usuarios deberán comprender XML, documentos de esquema y XPath (el lenguaje utilizado para navegar documentos XML).

### Crosswalking Metadata Datastreams en Islandora
Para cruzar los metadatos, Islandora hace un uso extensivo de las transformaciones XML, o .xslt. Las transformaciones sirven para una serie de propósitos en el sistema Islandora. Los paquetes de soluciones proporcionan transformaciones predeterminadas que hacen que los metadatos MODS de cruce de peatones pasen a DC en la ingesta y edición de metadatos. Tanto MODS como DC permanecen así y se mantienen sincronizados. Al crear y editar formularios basados en esquemas nuevos, los administradores de sistemas también pueden agregar archivos .xslt a carpetas en una instalación de Islandora y ponerlos a disposición de los administradores.
La arquitectura que rodea los metadatos en Islandora está diseñada para proporcionar la creación de metadatos listos para usar, pero también la personalización. Se pueden crear nuevos formularios y asociarlos con modelos de contenido a través de la interfaz de Islandora. Los modelos de contenido se pueden escribir para definir cualquier cantidad de flujos de datos de metadatos, y para llamar a archivos .xslt para crear nuevos flujos de datos en la ingesta, y para actualizar los flujos de datos cuando se editan los metadatos. El sistema aprovecha la comunidad externa al aprovechar .xslts que se producen comúnmente para servir casos de uso similares para otras organizaciones. Al instalar un módulo de Islandora, explore qué flujos de datos de metadatos, transformaciones y formularios están disponibles para conocer más sobre las opciones disponibles para usted.

## Islandora y la gestión de repositorios
Islandora ofrece soporte al personal, proporcionando almacenamiento eficiente, conservación y recuperación de gran alcance.
- Descube: Utilizando el motor de búsqueda SOLR de código abierto, Islandora ofrece capacidades de búsqueda y facetado básicas y avanzadas en múltiples tipos de metadatos, lo que permite a los usuarios descubrir y compartir fácilmente su contenido digital.
- Conserva: Islandora utiliza el sistema de repositorio de código abierto Fedora Commons para brindar poderosas funciones de conservación y conservación a su contenido digital.
- Impacto: Al utilizar Drupal como la capa de presentación de Islandora, y el soporte integrado para la recolección de protocolos, sus colecciones digitales pueden diseminarse utilizando los últimos estándares web, aumentando la exposición de sus colecciones y creadores y el impacto de las citas.

## Opciones de implementación flexible
- Islandora OnDeman: es la oferta que ofrece Islandora de almacenamiento en la nube.
- Islandora OnPremise: ofrece servicios de instalación personalizables para configurar y optimizar Islandora según sus especificaciones exactas y en su propia infraestructura.
- Alojamiento personalizado: ofrece opciones de alojamiento personalizadas para clientes que tienen requisitos especiales de privacidad, seguridad o geográficos.

## Colaboradores y miembros
- American Philosophical Society
- Andrews University
- Smithsonian Institution
- Instituto de Tecnología de California
- British Columbia Electronic Library Network
- Agile Humanities
- Universidad de Delft
- Universidad de Texas en Austin
- Universidad de Saskatchewan
- Louisiana State University
- Universidad de Connecticut
- Universidad de York
- Florida Virtual Campus
- PALS
- Berklee College of Music
- METRO
- Universidad China de Hong Kong
- Echidna digital
- Grupo de colaboración Islandora

## Fundación Islandora
La Fundación Islandora es una organización sin ánimo de lucro, constituida federalmente, solicitada por la comunidad que opera bajo la Corporación Número 848647-6 .
La fundación sirve varios roles clave en la Comunidad Islandora:
- Supervisa el mantenimiento de la base de código principal;
- Crea y mantiene un "repositorio de fragmentos" de scripts, temas y otros recursos aportados que no forman parte de la base de código principal;
- Mantiene la documentación oficial;
- Mantiene las listas de la comunidad, Twitter y otras cuentas de redes sociales;
- Crea y proporciona acceso a material educativo, incluidos transmisiones web y videos de capacitación;
- Coordina los campamentos anuales de Islandora y eventos de capacitación relacionados;
- Presenta en conferencias y talleres;
- Alienta la participación en la comunidad en una variedad de niveles